# Japan Post Holdings
Japan Post Holdings Co., Ltd. (japanska: 日本郵政株式会社, Nippon Yū-sei Kabushiki-gaisha), är ett japanskt statligt konglomerat som har sina verksamheter inom branscherna bank, försäkringar och posthantering.
Konglomeratet består av tre dotterbolag: Japan Post, Japan Post Bank och Japan Post Insurance.